# Goera devinat
Goera devinat är en nattsländeart som beskrevs av Malicky och Chantaramongkol 1992. Goera devinat ingår i släktet Goera och familjen grusrörsnattsländor. Inga underarter finns listade i Catalogue of Life.